# 居利茨-雷茨
居利茨-雷茨（德語：Gülitz-Reetz）是德国勃兰登堡州的一个市镇，隶属于普里格尼茨县。总面积为24.33平方千米，截至2020年总人口为456人。